# Heve-Möhne-Wald
Der Heve-Möhne-Wald ist eine kleinteilige naturräumliche Untereinheit mit der Ordnungsnummer 334.31 des Oberen Arnsberger Walds („Buchwald“) (334.3) innerhalb des Nordsauerländer Oberlands (334). Er umfasst laut dem Handbuch der naturräumlichen Gliederung Deutschlands den langgestreckten bewaldeten Höhenrücken zwischen den Tälern der mittleren Möhne (334.30) und der Heve (einschließlich).
Der Höhenzug beginnt im Westen bei der Kolonie Neuhaus und steigt von anfänglich 300 m ü. NN Richtung Osten bis auf 400 m ü. NN an. Er verläuft nördlich an der Hirschberger Blöße (334.33) bei dem gleichnamigen Warsteiner Ortsteil Hirschberg, den Kahlenbergsköpfen (334.34) und dem Warsteiner Hauptort vorbei und endet in Höhe von Rüthen südlich des Orts. Nach Süden fällt das Gelände mit einem glatten Hang sanft in das Hevetal ab. Nach Norden ist dagegen der Hangabfall mit rund 100 m bis zur Möhne tiefer und durch Quellmuscheln gegliedert. Auf dem nur wenig profilierten Höhenrücken verläuft die mittelalterliche Handelsstraße Rennweg ostwärts nach Warstein.
Der Hevetalgrund besaß ursprünglich Stauwasserböden mit örtlichen Wiesenmooren. Durch künstliche Drainagen wurden sie größtenteils entwässert und aufgeforstet. Die Flüsse Wester und Glenne durchbrechen den Höhenzug in Süd-Nord-Richtung.